# Il natalizio della nonna
Il natalizio della nonna è un film muto italiano del 1924 diretto da Ugo Falena.